# Phil Zimmermann
Philip R. "Phil" Zimmermann (12 de febrero de 1954) es el creador de PGP (Pretty Good Privacy), un software de cifrado, firma y autenticación.

## Biografía
Zimmermann nace en Camden, Nueva Jersey (Estados Unidos). En 1978 se licencia en ciencias de la computación por la Florida Atlantic University en Boca Ratón.
Zimmermann fue uno de los primeros en realizar un software de cifrado asimétrico, o de clave pública, que fuera sencillo de utilizar por el público en general. Este software era PGP y su código fuente fue publicado por Zimmerman en 1991. El programa podía obtenerse de manera gratuita. En estas primeras versiones de PGP, uno de los algoritmos de cifrado tenía el humorístico nombre de Bass-O-Matic (nombre sacado de un sketch del programa televisivo Saturday Night Live) y el propio nombre de Pretty Good Privacy está inspirado en el del colmado Ralph's Pretty Good Grocery de Lake Wobegon, una ciudad ficticia inventada por el locutor de radio Garrison Keillor.
Aunque Zimmerman indicó que ninguna parte del código de PGP podía distribuirse fuera de los Estados Unidos, pronto estuvo disponible en el extranjero, al publicarse por Internet. Después de un informe de la empresa RSA Data Security, Inc., (RSADSI), empresa con la que tenía una disputa respecto al uso del algoritmo criptográfico RSA en PGP, se inició una investigación sobre Zimmermann por una posible violación de la ley de exportación de software de cifrado de Estados Unidos. La investigación duró tres años, hasta principios de 1996. Finalmente la acusación fue retirada y el caso se archivó sin cargos.
Después de que el gobierno estadounidense retirase los cargos, Zimmerman funda en 1996 la empresa PGP Inc. y lanza una nueva versión de PGP y de otros productos relacionados. La compañía fue adquirida por Network Associates Inc. (NAI) en diciembre de 1997 y Zimmerman permanece ligado a la empresa durante tres años como socio mayoritario. NAI decide en 2002 eliminar la línea de productos PGP, y el software es adquirido por una nueva empresa llamada PGP Corporation. Zimmerman pasa a ocupar el cargo de consejero y consultor de esta firma. 
En 2006, Zimmermann crea Zfone, un software de comunicación de voz por Internet (VoIP) que funciona bajo el estándar Session Initiation Protocol (SIP).
Zimmermann actualmente es, además, el presidente de la OpenPGP Alliance. Zimmermann es también socio de la Stanford Law School's Center for Internet and Society (Centro de Enseñanza de Derecho de Stanford para Internet y la Sociedad).

## Premios
Zimmermann ha recibido numerosos premios técnicos y humanitarios por su trabajo pionero en criptografía:
- En 1995, la revista Newsweek le nombra como uno de los "Net 50", las 50 personas más influyentes en Internet.
- En 1995 también, recibe el premio Chrysler Design Award for Innovation (Premio Chrysler por Innovación y Diseño) y el premio Pioneer Award  de la fundación Electronic Frontier Foundation.
- En 1996, recibe el premio Norbert Wiener Award for Social and Professional Responsibility por promover el uso responsable de la tecnología.
- En 1998, recibe el premio Lifetime Achievement Award de la revista Secure Computing Magazine.
- En 1999, recibe el premio Louis Brandeis Award de la organización Privacy International
- En 2000, la revista InfoWorld le nombra como uno del Top 10 de los innovadores en e-business (comercio electrónico).
- En 2001, entra en el CRN Industry Hall of Fame.
- En 2003, es incluido en el Heinz Nixdorf MuseumsForum Wall of Fame.